# Das!
Das!（日語：ダスッ!），是創業於2007年的日本AV片商。它是Outvision的成員。
剛創立時專門拍攝強姦、顏射、中出、恥辱類型的作品。2017年開始嘗試女雄、黑人、蘿莉、企劃物等各種類別的題材。
第一彈作品於2007年4月25日販售。同時它們起用同為北都集團的S1的女優，包含小澤瑪麗亞、涼果りん、松嶋れいな、青木鈴等人都有參與演出。
在2009年的AV大獎賽中以小澤瑪麗亞演出的『THE QUEEN OF DAS!』獲得凌辱作品大賞。
2010年4月推出新的標籤「プラチナ」。
2017年2月開始推出女雄、偽娘等作品，之後出現像泉水らん、城星凜(別名、星セリ)、七瀬るい等女優。
2021年1月1日於業界販售首個Ultra HD Blu-ray規格的「4K-Das!」（與IdeaPocket、Premium共3家同時販售）。

## 主要系列
- 20連発中出し（2007年4月- ）
- 中出し輪姦（2008年7月- ）
- ザーメン500連発の洗礼（2009年3月- ）
- 本能剥き出し生中出しセックス（2010年9月- ）
- アイアンクリムゾン（2014年12月- ）
- 寝取られ種付けプレス（2015年9月- ）

## 外部連結
- 官方网站